# Neil Simon
Neil Simon (New York, 1927. július 4. – New York, 2018. augusztus 26.) amerikai drámaíró és forgatókönyvíró. Több mint harminc színdarabot írt és majdnem ugyanennyi filmforgatókönyvet, többségükben saját darabjai adaptációit. Többször jelölték Oscar-díjra és Tony-díjra, mint bármely más szerzőt.
New Yorkban nőtt föl, a nagy gazdasági világválság idején, szülei pénzügyi nehézségei rányomták bélyegüket házasságukra, így gyermekkora többnyire boldogtalan és bizonytalan volt. Gyakran keresett menedéket a moziban, élvezte az első nagy mulattatók, köztük Charlie Chaplin alkotásait, és ez ösztönözte, hogy vígjátékíró legyen. Miután az érettségit követően néhány évet eltöltött a légierőnél, vígjátékokat kezdett írni a rádiónak és néhány népszerű korai tévéshow-nak. Ebben az időszakban olyan fiatal írókkal dolgozott együtt, mint Carl Reiner, Mel Brooks és Selma Diamond.
Saját darabokat kezdett írni, elsőként a Come Blow Your Horn címűt 1961-ben, amelyen három évig dolgozott és amely 678 előadást élt meg a Broadwayn. Ezt követte két további sikerdarab, a Mezítláb a parkban (1963) és a Furcsa pár (1965), amelyért Tony-díjat kapott, országosan ismertté vált és ő lett „a Broadway legújabb sztárszerzője”. Stílusa a romantikus komédiától a bohózaton át a komolyabb drámai tartalmú vígjátékokig terjedt. Összesen tizenhét Tony-jelölésből hármat nyert el. Egy szezon alatt egyidejűleg négy sikerdarabját is játszották a Broadwayn, és 1983-ban ő lett az első élő drámaíró, akiről színházat neveztek el New Yorkban. Az 1960-as, 70-es és 80-as években írt eredeti forgatókönyveket és színdarabokat is, egyes filmjei a színdarabjain alapultak.
Miután 1991-ben elnyerte a drámaírók Pulitzer-díját a Yonkersi árvákért, a kritikusok kezdték értékelni történeteinek mélységét, bonyolultságát és az általános érdeklődésre számot tartó témaköröket, amelyek az átlagemberek legfontosabb problémáit dolgozták fel. Vígjátékainak témái között szerepeltek a házassági konfliktusok, a hűtlenség, a testvérek rivalizálása, a felnőtté válás és az öregedéstől való félelem. Legtöbb darabja részben önéletrajzi jellegű, nehéz gyermekkorát és életének különböző szakaszait ábrázolja, tipikus New York-i karakterekkel, és gyakran a szerzőhöz hasonló zsidókkal. Simon párbeszédírói képességei különlegesen elegyítik a realizmust a humorral és a komolysággal, amellyel közönsége könnyen azonosulni tud.

## Korai évei
Neil Simon 1927. július 4-én született New York Bronx negyedében, zsidó szülőktől. Apja, Irving Simon ruhakereskedő, anyja, Mamie háztartásbeli volt. Egy nyolc évvel idősebb bátyja volt, Danny. A Washington Heightson, Manhattanben nőtt föl a nagy gazdasági világválság idején. Tizenhat éves korában érettségizett a DeWitt Clinton High Schoolban, ahol „Doc” volt a beceneve és az iskola évkönyvében rendkívül félénk fiúnak írták le.
Simonnak nehéz és többnyire boldogtalan gyermekkora volt szülei „viharos házassága” és pénzügyi nehézségei miatt, amelyeket a gazdasági válság okozott. Apja gyakran hónapokig távol volt családjától, ezzel további pénzügyi és lelki gondokat okozva nekik. Ennek következtében Simon és bátyja, néha a rokonoknál kellett hogy lakjanak, máskor pedig szüleik albérlőket vettek fel, hogy legyen valamennyi jövedelmük. Simon így emlékszik erre az időszakra:
|  | „Azoknak az éveknek a borzalma nem amiatt volt, hogy egy szétesett családból jöttem, hanem egyenesen ötből. Egyszer már annyira rossz lett a helyzet, hogy egy hentespárt vettünk fel albérlőnek, akik bárányhússal fizették a lakbért.” |
|  | |

Egy Lawrence Grobel íróval folytatott interjújában Simon kijelentette: „Mind a mai napig nem tudok rájönni, hogy mi volt az oka az állandó veszekedéseiknek… Anyám gyűlölte őt, nagyon haragudott rá, de aztán apám visszajött, ő meg visszafogadta. Tényleg szerette őt." Simon szerint az volt az egyik oka annak, hogy író lett, hogy függetleníteni tudja magát ezektől a családi problémáktól, mire felnő:
|  | „Részben emiatt lettem író, mert nagyon korán megtanultam, hogy gondoskodni kell tudnom magamról… Nagyon korán, hét vagy nyolcéves koromban már rájöttem, hogy jobb lesz, ha valahogy magam gondoskodom magamról, lelki értelemben... Így válhattam erős, független emberré.” |
|  | |

Hogy elmeneküljön az otthoni nehézségektől, gyakran mozikban keresett menedéket, ahol különösen élvezte a némafilmsztárok, így Charlie Chaplin], Buster Keaton és Stan és Pan komédiáit. Simon így emlékszik: „Rendszeresen kidobtak a moziból, mert olyan hangosan röhögtem.” 
|  | „Azt hiszem, részben azért lettem vígjátékíró, hogy gyermekkorom igazán sötét és fájdalmas dolgait legalább részben elnyomhassam magamban és azt a humoros hozzáállással fedjem el… csináljak valami nevetségeset, hogy feledni tudjam, ami fáj.” |
|  | |

Simon szerint gyerekkori moziélményei inspirálták arra, hogy egyszer majd vígjátékokat írjon: „Azt akartam, hogy az egész közönség a padlón fetrengjen a nevetéstől, annyira, hogy néhányan még el is ájulnak." Chaplin hatására utalva Simon megjegyezte, hogy „nagyra értékeltem, hogy Chaplin képes megnevettetni a nézőket, és ez látszott számomra az egyetlen módnak a jövőben arra, hogy kapcsolatot tudjak teremteni az emberekkel. Soha nem lehetett volna belőlem sportoló vagy orvos."
Tizenöt éves korában Simon és bátyja számos komédiajelenet-sorozatot írtak egy áruház alkalmazottainak éves rendezvényére. A gimnáziumi évek alatt nagyon élvezte Mark Twain, Robert Benchley, George S. Kaufman és S. J. Perelman humorát. Simon így emlékszik: „Humoristákat olvastam… Elolvastam az összes kalandregényt… Gyerekkoromban hetente három napot a könyvtárban töltöttem. Mindent elolvastam szerintem, kivéve a klasszikusokat — egy nap talán ezekre is sor kerül."
Az érettségi vizsga után közvetlenül jelentkezett az Amerikai Egyesült Államok Légiereje tartalékosai közé a New York Universityn, és végül Coloradóba került tizedesi rangban. A katonaságnál töltött évek alatt kezdett sportszerkesztőként írni. 1945-ben a Lowry légierőbázisra került és 1945-46 között a Denveri Egyetemre járt.

## Írói pályafutása

### Televíziós vígjátékok

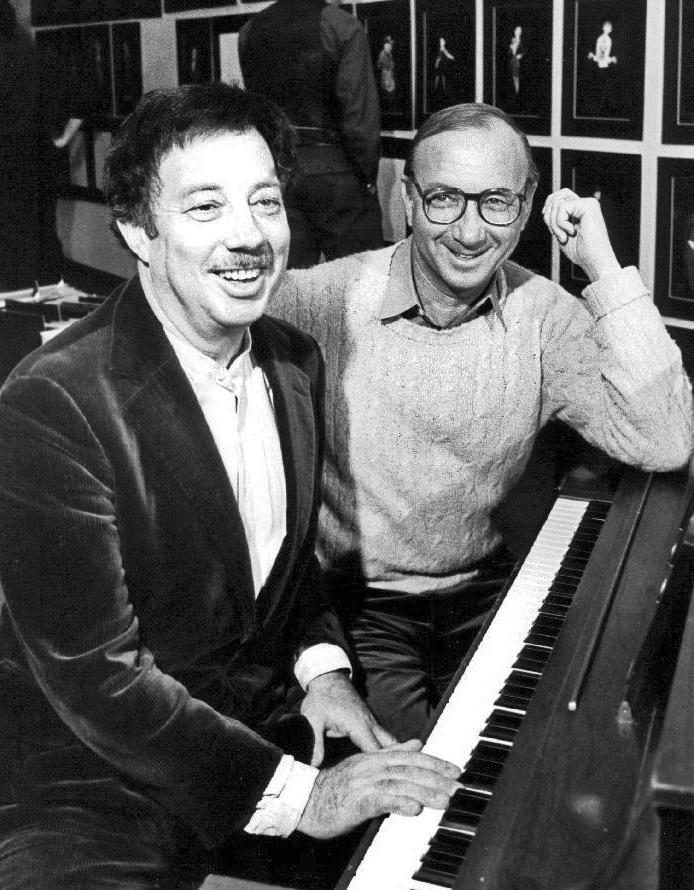
Cy Colemannel a zongora mellett, 1982

Két évvel később feladta állását – a Warner Brothersnél volt postázó Manhattanben -, hogy bátyjával rádiós és televíziós forgatókönyveket írjon, részben Goodman Ace humorista irányításával, amikor Ace egy rövidéletű írói tanfolyamot tartott a CBS-nél. A Robert Q. Lewis Show rádiós műsor részére írtak, és ez vezetett további megbízásokhoz, például a The Phil Silvers Show-tól. Sid Caesar felkérte a duót a Your Show of Shows című népszerű tévés komédiasorozatához, amelyért 2 Emmy-jelölést is kapott. Simon a pályafutása szempontjából fontosnak tartja ezt a két utóbbi írói megbízását. „E kettő között öt év telt el és többet tanultam, mint korábban összesen.” Simon így írja le az írói munkát Caesarral:
|  | „Volt ott vagy hét író és Sid, Carl Reiner, és Howie Morris. Mel Brooks és talán Woody Allen írta a többi jelenetet … mindenki beszállt és átírt benne valamit, szóval mindannyiunk kivette a részét belőle… Ez volt valószínűleg a legélvezetesebb időszak, amit valaha másokkal közös írással töltöttem.” |
|  | |

„Amikor beléptem a Your Show of Shows-hoz,” – mondta Simon, „tudtam, hogy ez volt a legtehetségesebb írói csoportosulás, amely valaha létrejött.”
Simon itteni élményeit beépítette a Nevetés a 23. emeleten (1993) című darabjába is. Ez a műve két Emmy-jelölést kapott és kivívta Phil Silvers elismerését, aki 1959-ben felvette, hogy írjon forgatókönyveket a Sergeant Bilkóhoz a The Phil Silvers Show-ba. Az első Broadway-show, amit Simon írt, a Catch a Star! (1955) című volt, amelyen közösen dolgozott bátyjával, Dannyvel.

### Drámái
1961-ben Simon első Broadway-darabját, a Come Blow Your Hornt, 678-szor adták elő a Brooks Atkinson Theatre-ben. Simon három évig írta ezt az első darabját, részben azért, mert egyidejűleg a televíziós forgatókönyveken is dolgozott. A darabot legalább hússzor átírta, „És ezt úgy értem, hogy elejétől a végéig,” – mondja Simon. Így magyarázta a sok újraírást: „Nem hittem magamban. Azt mondtam, »Ez nem elég jó. Nem működik.« Ez nem jelenti, hogy jobbat is tudok írni, de úgy éreztem, muszáj megpróbálnom... Ez felért három év egyetemmel.” Ez a darab, amellett, hogy „monumentális próbálkozás” volt Simon számára, egyben fordulópontot is jelentett a karrierjében:
|  | „Ma olybá tűnik, mint az első ősember durva vonásai a barlangban. Mégis fontos lépés volt számomra. A színház és én felfedeztük egymást.” |
|  | |

A Mezítláb a parkban (1963) és a Furcsa pár (1965) után, amelyekért Tony-díjat kapott, országos népszerűségre tett szert és ő lett „a Broadway legújabb sztárszerzője” írja Koprince. A két sikerdarabot követte a többi: „A jó doktor”, Isten kedvence, Ölelj át!'', Édeskettes hármasban, I Ought to Be in Pictures, Brighton Beach Memoirs, Biloxi Blues, A Broadway felé, Jake női, Hölgyem, Isten áldja!, és a Nevetés a 23. emeleten. A témák a komoly és romantikus komédiáktól terjedtek a komolyabb és kevésbé humoros drámákig. Összességében tizenhét Tony-jelölést kapott és ebből hármat el is nyert.
1966-ban Simonnak egy időben négy sikerdarabját is játszották a Broadwayn: a Édes Charity, És mennyi szerelem!, Furcsa pár, és a Mezítláb a parkban című darabokat. Szakmai együttműködése Emanuel Azenberggel a Napsugár fiúkkal kezdődött 1972-ben és folytatódott – többek között – A jó doktor, az Isten kedvence, az Ölelj át!, az Édeskettes hármasban, az I Ought to Be in Pictures, a Brighton Beach Memoirs, a Biloxi Blues, a A Broadway felé, a Jake női, a Hölgyem, Isten áldja! és a Nevetés a 23. emeleten darabokkal.
Simon mások által írt anyagokat is adaptált darabjaihoz, így a Little Me (1962) musicalhez Patrick Dennis regényét, az Édes Charityhez (1966) Federico Fellini forgatókönyvét, és a Legénylakáshoz (1968) Billy Wilder, Legénylakás című filmjének forgatókönyvét. Az 1970-es években számos sikeres darabot írt, amelyeket sokszor egyszerre több színházban is játszottak telt házak előtt. Noha ekkor már az ország legnagyobb drámaírói között jegyezték, belső késztetésre folytatta az írást:
|  | „Megpihentem és néztem, ahogy a gyerekkori álmaim sorra megvalósulnak? Nem, ha valaki Bronxban született, a világválság idején és zsidóként, az nem tesz ilyet.” |
|  | |

Simon sokat merített történeteihez „saját életéből és tapasztalataiból", amelyek helyszínei többnyire New York-i munkásosztálybeli környezetben találhatók, ahol maga is felnőtt. 1983-ban kezdte írni az elsőt a három önéletrajzi darabjából, amelyek a Brighton Beach Memoirs (1983), a Biloxi Blues (1985), és a A Broadway felé (1986). Ezekért kapta a legnagyobb kritikai elismerést. A „ráadásdarab”, a Yonkersi árvák (1991) után Simon elnyerte a Pulitzer-díjat.
Simon néha névtelenül bevonták forgatókönyvek „feljavításába” a Broadwayre szánt színdarabok és musicalek csiszolásához így például a A Chorus Line esetében.

### Forgatókönyvei
Simon több mint húsz filmhez írt forgatókönyvet. Ezek között voltak saját darabjainak filmadaptációi, de voltak eredeti művek is, pl.: Párosban a városban, Meghívás egy gyilkos vacsorára és a Hölgyem, Isten áldja!. Forgatókönyveit négyszer jelölték az Oscar-díjra. Noha legtöbb filmje sikeres volt, a filmek mindig is másodlagos szerepet játszottak a színdarabok mögött. Simon így magyarázza ezt:
|  | „Amikor színdarabot írok, sokkal inkább érzem magam írónak a színház tradíciói miatt... a filmforgatókönyv-írásnak nincs hagyománya, kivéve, ha a szerző egyben a rendező is, ilyen esetben beszélünk auteurről. Ezért tényleg úgy érzem, hogy maradandót a színdarabokkal alkotok, amelyek már az ókori görögök óta léteznek.” |
|  | |

Első filmadaptációja, a Come Blow Your Horn esetében Simon úgy döntött, hogy nem ő írja a forgatókönyvet, mert inkább a színdarabok írására akart koncentrálni. Azonban elégedetlen volt a filmmel és ettől kezdve ellenőrzése alatt próbálta tartani a filmváltozatokat. Korai forgatókönyvei sokszor hasonlítottak a színdarabra, amit utólag Simon így értékelt: „Akkoriban nem igazán érdekelt a film, csak az érdekelt, hogy folytassam a színházi munkámat.... A színdarabok soha nem váltak valódi mozivá.” Ugyanakkor a Furcsa pár rendkívül sikeres adaptáció lett, amely egyaránt hű volt a színdarabhoz, de a jelenetek sűrűbb váltogatásával sokkal jobban hasonlított egy hagyományos filmhez is.

## Témák és műfajok
John Lahr színházi kritikus Simon elsődleges témáját úgy határozza meg, hogy az a „csendes többség”, amelynek tagjai közül sokan „csalódottak, ingerlékenyek és bizonytalanok.” Simon alakjait „szerethetőnek” tartják, akikkel a közönség könnyen tud azonosulni, gyakran bonyolult házassági, baráti vagy üzleti kapcsolatokban élnek és „küzdenek azért, hogy valahová tartozónak érezzék magukat.” McGovern megjegyzi, hogy darabjaiban „mindig a többi emberhez való viszonyban keresi a megoldást az emberi problémákra,” hozzátéve, hogy Simon „képes komoly, általános és tartósan érvényes problémákkal foglalkozni”, miközben megnevetteti az embereket.
Simon egyik védjegye „az embertársai iránti nagy együttérzés” állítja McGovern:
|  | „A konvencionális erkölcsi viselkedést részesíti előnyben, de nagy türelemmel tekint az erkölcsi gyarlóságra. Ő a kölcsönös kompromisszumok híve a párkapcsolatokban; ugyanakkor sosem »bünteti« azokat, akik valamilyen szélsőséges magatartásmódban léteznek.” |
|  | |

 Alan Cooper író szerint Simon darabjai „lényegében a barátságról szólnak, még akkor is, amikor a házasság, testvérek vagy őrült nagynénik szerepelnek benne …”
Két kivétellel az összes Neil Simon-darab New Yorkban játszódik, ami „urbánus” hangulatot kölcsönöz nekik. Ilyen keretek között Simon témái – a házassági konfliktusokon túl – a hűtlenség, a testvérek rivalizálása, a felnőtté válás, a gyász és az öregedéstől való félelem. A témák komolysága ellenére Simonnak mindig sikerül humorral elmesélnie a történeteit, és a téma egyaránt tartalmaz realizmust és komikumot. Amikor Jackson R. Bryer drámaíró egy 1994-es interjúban arról kérdezte, hogyan kell vígjátékot írni, Simon azt mondta: a kezdő drámaíróknak azt mondanám, ne akarjanak viccesek lenni. Próbáljanak realisták lenni és akkor a komikum magától megjön.”
„Amikor színdarabokat írtam,” – mondja – „szinte mindig (néhány kivétellel) olyan drámát írtam, ami vicces volt... Egy történetet akartam elmondani valóságos emberekről.” Simon így magyarázta, hogy miként valósítja meg ezt a kombinációt:
|  | „Az én nézőpontom, hogy »az élet mennyire szomorú és milyen vidám.« Nem tudok elképzelni olyan humoros helyzetet, amelyben ne lenne valamilyen fájdalom is. Régebben mindig azt kérdeztem: »Milyen egy vicces szituáció?« Ma azt kérdezem: »Milyen egy szomorú szituáció, és hogyan tudnám azt humorosan elmesélni?«” |
|  | |

A házassági kapcsolatokban a vígjátékai gyakran ábrázolják ezeket a küzdelmeket, amelyek hátterében a házasság nehézségei, az elmúló szerelem áll, ami néha szétköltözéshez, váláshoz vezet, és a gyerekek felügyeletével kapcsolatos háborúsághoz. A darabok végére – persze a cselekmény számos fordulatát követően – a kapcsolatok gyakran újjáélednek.
A politika csak ritkán játszik főszerepet Simon történeteiben, és alakjai személyes problémáik ellenére elkerülik a társadalommal való konfrontációt. „Simon egyszerűen olyannak mutatja az embereket, amilyenek — gyarlóságaikkal, különcségeikkel és abszurditásukkal együtt.” Richard Eder drámakritikus szerint:
|  | „Simon népszerűségének alapja az, hogy egy nagyon speciális fajta fájdalmas vígjátékot tud finoman irányítani. A lényege az, hogy alakjai vicces dolgokat mondanak és művelnek, amelyek kontrasztban állnak azzal a boldogtalansággal, amelyet valójában éreznek.” |
|  | |

Simon darabjai rendszerint önéletrajzi jellegűek, nehéz gyermekkorának és első házasságainak részleteit ábrázolják. Koprince szerint Simon darabjai ezenkívül „kivétel nélkül a hozzá hasonló fehér, középosztálybeli amerikaiak, többségükben New York-iak és gyakran zsidók problémáit mutatják be.“ Hozzáteszi: „Szerintem gyakorlatilag vissza lehet követni az életemet a darabjaimon keresztül.” Az olyan darabokban, mint a Yonkersi árvák, Simon azt sugallja, hogy mennyire szükséges a szeretetteli házasság, szemben az ő szüleiével, és ha a gyerekeket megfosztják ettől otthonukban, akkor „érzelmileg sérültek és elveszettek lesznek.”
Koprince rámutat, hogy „A Neil Simont befolyásoló egyik legfontosabb tényező a zsidósága,” noha erre nem figyel tudatosan, miközben ír. A Brighton Beach-i trilógiában a kritikus szerint a főszereplő „az öngúnyoló humor nagymestere, ügyesen gúnyolja ki magát és általában a zsidó kultúráját.” Simon maga úgy jellemzi alakjait, mint akik „gyakran öngúnyolók és rendszerint a lehető legpesszimistábban látják az életet.” Koprince szerint ez a téma az irodalomban, „a zsidó humor hagyományai közé tartozik...olyan hagyományba, amely a nevetést egy védekező mechanizmusnak tekinti és a humort gyógyító, életadó erőnek.”

## Karakterei
Simon szereplői tipikusan „nem hibátlan, nem hősies figurák, akik a szívük mélyén tisztességes emberek,” mondja Koprince, aki Simon vígjátéki stílusát az ókori görög drámaíró Menandroszéhez hasonlítja. Menander Simonhoz hasonlóan szintén átlagembereket helyezett otthoni környezetbe, történetei a humort és a tragédiát vegyítik a mondanivalóba. Simon legemlékezetesebb darabjai közül – Konas megfigyelése szerint – több is „kétszereplős jelenetek köré épül,” így például a Kaliforniai lakosztály és Plaza Suite jeleneteiben.
Mielőtt az írásba kezdene, Simon megpróbálja elképzelni szereplőit. Állítása szerint az És mennyi szerelem! (Star Spangled Girl), amely egyébként bukás lett, volt „az egyetlen darab, amelyet úgy írtam, hogy a szereplők nem voltak tisztán a szemem előtt, miközben az írógép előtt ültem.” Simon szerint a „szereplőépítés” kötelesség, hozzátéve, hogy „az a trükk, hogy ügyesen kell csinálni.” Részben e miatt a képessége miatt Johnson kijelenti, hogy „más írók is teremtettek élő karaktereket — de senki sem olyan bőségben, mint Simon,” hozzátéve, hogy „Simonnak nincs párja a kortárs drámaírók között.”
Szereplői között McGovern megfigyelése szerint, noha néha eltúlzottak a színpadhoz, „általában jól szórakoztatják a közönséget a sziporkáikkal,” amelyek emellett „nagyon is hihetőek”, köszönhetően Simon „dialógusíró képességének". A kritikus szerint „Simon olyan jól adja vissza a folyó beszédet,” hogy a szereplői rendszerint hihetőek és a közönség könnyen tud azonosítani velük és nevetni rajtuk.
Simon szereplői ezenkívül „az emberiség komoly és állandó problémáiról szólnak ...és nem csupán a napi témákról,” amelyek sokkal átmenetibbek. McGovern megjegyzi, hogy Simon szereplői mindig türelmetlenek a „hamisság, sekélyesség, és a moralizálás” iránt, hozzátéve, hogy gyakran fejezik ki „a modern városi élet nyílt vagy burkolt kritikáját annak összes stresszével, ürességével és anyagiasságával.” Ugyanakkor Johnson megjegyzi: „egyetlen Neil Simon-hős vagy -hősnő sem követi el azt a végső romantikus gesztust, hogy fittyet hányna a társadalomra.”

## Stílusa és műveinek tárgya
Simon írói stílusának kulcsa és állandó jellemzője a komikum, amely mind a szituációs, mind a nyelvi humort hatékonyan felhasználja. Koprince szerint: „darabjai gyakran szenzációsan humorosak,” hozzátéve, hogy „páratlan érzéke van a villámviccekhez és a humoros beszólásokhoz.” McGovern hozzáteszi, hogy Simon vígjátéki formája „lehetővé teszi komoly témák bemutatását oly módon, hogy a közönség nevet, hogy ezzel elkerülje a sírást.”
Johnson megjegyzi, hogy Simon darabjainak egyik fő jellegzetessége a „változatosság”, annak ellenére, hogy mindegyik városi környezetben játszódik. Ezt úgy éri el, hogy „kifinomult, urbánus humort használ” állítja Kimball King rendező, amely olyan darabokat eredményez, amelyek „az amerikai középosztály dokumentumai.” Simon történeteiben mindennapi „konfliktusokat” használ, amelyek többsége „félrevezetően egyszerű,” írja Konas, hozzátéve, hogy „az első látásra komikus helyzet mögött bújik meg a valódi probléma, amely megoldásra vár.
Írásainak másik jellegzetessége, amit a közönség a „kulturális változás időszakában” nagyra értékel, az, hogy „ragaszkodik a hagyományos értékekhez, különösen ami a házasságot és a család egységét illeti.” McGovern hasonlóképpen kijelenti, hogy ugyanaz a „szál fut végig Simon munkásságán,” ami érzése szerint szükséges a társadalmi stabilitás megőrzéséhez: Simon „azt sugallja, hogy a monogám családi egység létfontosságú és azt, ha egyáltalán lehetséges, meg kell őrizni.” Néhány kritikus történeteit némileg „régi vágásúnak” tartja, negatívan írnak róla, noha Johnson rámutat, hogy „a közönség legtöbb tagjának mégiscsak tetszik, hogy Simon kitart saját meggyőződése mellett.” Johnson megjegyzi, hogy amikor a hűtlenség a fő téma Simon darabjában, „azok, akik szexuálisan hűtlenek, csak ritkán vagy soha nem lesznek boldogok,” megjegyezve, hogy „Simon szemében a válás sosem győzelem,” és nem hozza meg a boldogságot a szereplőknek.
Simon darabjainak többsége bizonyítja, hogy képes a komédiát ötvözni a drámával, és ez mutatja sokoldalú írói stílusát. A Mezítláb a parkban című darabban például képes volt uralni a „könnyű romantikus komédiát.” A Plaza Suite egyes részeit „bohózatnak” írta, míg Kaliforniai lakosztályt „színvonalas vígjátéknak” minősítik.
Simon hajlandó volt kísérletezni és kockázatot vállalni, gyakran vitte darabjait váratlan irányokba. A Csak, ha nevetek-ben (The Gingerbread Lady) a komédiát ötvözi a tragédiával; a Pletykafészek (1988) teljes egészében bohózat volt; a Jake nőiben és a Brighton Beach Memoirsban narrátort alkalmaz; a A jó doktor-ban Csehov különböző történetei köré dolgozott ki jeleneteket; és a Bolondokban (Fools) (1981), meseszerű románcot ír le Sholem Aleichem stílusában. Noha ezeknek a kísérleteknek egy részét a kritikusok nem fogadták elismeréssel, Koprince szerint ettől függetlenül jól mutatják „Simon drámaírói komolyságát és az új dolgok iránti érdeklődését.”

## Kritikai fogadtatása
Neil Simon egész karrierje során vegyes kritikákat kapott műveire, számos kritikus dicsérte vígjátékírói képességeit, amelyek jól ötvözik a „humort és a pátoszt.” Más kritikusok nem voltak ilyen kegyesek hozzá, megjegyezve, hogy drámai struktúrái gyengék és sokszor támaszkodik a gegekre és az egysoros beköpésekre. Ennek következtében, mondja Kopince, „az irodalomtudósok általában semmibe vették Simon korai munkáit, inkább tartották kommersz, sikeres darabírónak, mint komoly drámaszerzőnek.” Clive Barnes, a The New York Times kritikusa azt írta, hogy brit párjához, Noël Cowardhoz hasonlóan Simon is „arra ítéltetett, hogy egész pályafutását alulértékelve”, de ettől függetlenül nagyon „népszerű” alkotóként élje le.
A hozzáállás 1991-ben változott meg, amikor a Yonkersi árvákért elnyerte a drámaírói Pulitzer-díjat. McGovern szerint „még a legrátermettebb kritikus is csak ritkán ismerte el, hogy micsoda mélységek rejlenek Neil Simon darabjaiban.” Igaz, hogy amikor a Pulitzer Tanácsadó Bizottság a Yonkersi árvák-at értékelte, a testület tagja, Douglas Watt megjegyezte, hogy ez volt az egyetlen darab, amelyet mind az öt tag jelölt, és hogy azt „egy kitartó (és gyakran alulértékelt) amerikai drámaíró érett munkájának” tartották.
McGovern összehasonlítva Simont ismert korábbi szerzőkkel, köztük Benjamin Jonsonnal, Molière-rel, és George Bernard Shaw-val rámutat arra, hogy az utóbbi szerzők „sikeresen dolgoztak fel alapvető és néha tragikus témákat, amelyek általános és ezért tartós érdeklődésre tartanak igényt, miközben nem nélkülözik a komikumot sem.” Következtetése: „Határozott meggyőződésem, hogy Neil Simont fel kell venni a fentiek társaságába... a meghívás már régen esedékes.” McGovern megkísérli megmagyarázni sok kritikus reakcióját:
|  | „Összességében darabjai, amelyek egyszerűen tűnhetnek olyanok számára, akik csupán azt látják bennük, hogy szórakoztatóak, valójában gyakran sokkal érzékenyebbek és jobban feltárják az emberi lét kérdéseit, mint számos olyan darab, amelyet komplex drámának minősítenek.” |
|  | |

Hasonlóképpen Robert Johnson irodalomkritikus is azt mondja, hogy „Simon valójában gazdag skáláját hozta létre szórakoztató, emlékezetes alakoknak, akik sokat elmondanak nekünk az emberi létezésről. Simon műve számos olyan komoly témát és nézőpontot vizsgál, amelyeket nem szoktak elismerni az által bemutatott témák között” ehhez „nagyon sokoldalú stilisztikai formátumot” felhasználva. Ennek eredményeként „Simon alakjai nemcsak életszerűek, de sokkal bonyolultabbak és érdekesebbek is, mint a sikeres színpadi és filmvígjátékok legtöbb szereplője”, és „Simon nem kap annyi kritikusi figyelmet, mint amennyit megérdemelne.”
Más szerzők sokkal lelkesebbek Simon munkásságát értékelve, közöttük Lawrence Grobel, aki „korunk Shakespeare-jének”, illetve „a történelem legsikeresebb drámaírójának” nevezi. Kijelenti:
|  | „[Simon] úgy tornyosul az amerikai színház fölé, mint egy Kolosszus. Amikor majd eljön az ideje, hogy megítéljék Neil Simon munkásságát a huszadik századi szerzők között, egyértelműen ő lesz az első az egyenlők között. Egyetlen másik szerző sem büszkélkedhet hozzá hasonló sorozattal: tizenöt műve lett a színházi szezon legjobb darabja...” |
|  | |

Walter Kerr Broadway kritikus így próbálja megindokolni, hogy miért alulértékelt Neil Simon munkássága:
|  | „Mivel az amerikaiak mindig is alulértékelték azokat a szerzőket, akik megnevettették őket, Neil Simon munkássága nem kapott annyi pozitív kritikát, mint amennyit megérdemelne. Legjobb vígjátékai nem csupán egy sor vicces mondatot tartalmaznak, de számos emlékezetes karaktert és metszően dramatizált sorozatát, amelyek méltányolandók. Simon valójában az egyik legkiválóbb vígjátékíró az amerikai irodalomtörténetben.” |
|  | |

## Magánélete
Simon ötször nősült, feleségei: Joan Baim táncosnő (1953–1973), Marsha Mason színésznő (1973–1981), Diane Lander kétszer (1987–1988 és 1990–1998), és utoljára Elaine Joyce színésznő. Gyermekei: első házasságából Nancy és Ellen, illetve Bryn, Lander lánya korábbi kapcsolatából, akit örökbe fogadott.
2004-ben veseátültetésen kellett átesnie.

## Díjak
Simon két egyetem, a Hofstra University és a Williams College tiszteletbeli professzora. 1983-ban Simon lett az első élő drámaíró, akiről színházat neveztek el New Yorkban. Az igazi Broadway-színházat, a Neil Simon Theatre-t – korábban Alvin Theatre – az ő tiszteletére nevezték el, és ezenkívül tiszteletbeli tagja a Walnut Street Theatre kuratóriumának.
1965-ben elnyerte a legjobb drámaíró Tony-díját (Furcsa pár), és 1975-ben Tony-különdíjat kapott az amerikai színházi életben kifejtett tevékenységéért. A Brighton Beach Memoirs-ért (1983) elnyerte a New York-i drámakritikusok díját, amit egy újabb Tony-díj követett 1985-ben, a Biloxi Blues-ért. 1991-ben kapta meg a Pulitzer-díjat és a Tony-díjat is a Yonkersi árvák-ért (1991).
Összesen két Emmy-díjjal, három Tony-díjjal jutalmazták, az Amerikai Írószövetség díját ötször nyerte el és még számos egyéb díjjal rendelkezik.

## Művei

### Színdarabok
(válogatás)
- Come Blow Your Horn (1961)
- Mezítláb a parkban (1963)
- Furcsa pár (1965)
- Édes Charity (1966)
- És mennyi szerelem! (1966)
- Plaza Suite (1968)
- Legénylakás (1968)
- Az utolsó hősszerelmes (1969)
- The Gingerbread Lady (1970)
- The Prisoner of Second Avenue (1971)
- Napsugár fiúk (1972)
- A jó doktor (1973)
- God's Favorite (1974)
- Kaliforniai lakosztály (1976)
- Ölelj át! (1977)
- Édeskettes hármasban (1979)
- I Ought to Be in Pictures (1980)
- Fools (1981)
- Brighton Beach Memoirs (1983)
- Biloxi Blues (1985)
- Furcsa pár (női változat) (1986)
- Broadway Bound (1986)
- Pletykafészek (1988)
- Yonkersi árvák (1991)
- Jake női (1992)
- Hölgyem, Isten áldja! (1993)
- Nevetés a 23. emeleten (1993)
- London Suite (1995)
- Proposals (1997)
- A különterem (2000)
- 45 Seconds from Broadway (2001)
- Rose's Dilemma (2003)
- Oscar és Felix: A Furcsa pár újragondolva (2004)

### Filmográfia
(válogatás)
- The Garry Moore Show (1950) (TV)
- Your Show of Shows (1950–1954) (TV)
- Caesar's Hour (1954–1957) (TV)
- Stanley (1956) (TV)
- The Phil Silvers Show (1958–1959) (TV)
- Come Blow Your Horn (1963)
- Mezítláb a parkban (1967)
- Furcsa pár (1968)
- Édes Charity (1969)
- Párosban a városban (1970)
- Plaza Suite (1971)
- Utolsó hősszerelmes (1972)
- Agyő, nagy Ő! (1972)
- A második utca foglyai (1975)
- Napsugár fiúk (1975)
- Meghívás egy gyilkos vacsorára (1976)
- Hölgyem, Isten áldja! (1977)
- Bohókás nyomozás (1978)
- Kaliforniai lakosztály (1978)
- A jó doktor (1978) (TV)
- Második fejezet (1979)
- Hárman a slamasztikában (1980)
- Csak, ha nevetek (1981)
- I Ought to Be in Pictures (1982)
- Gengszterpapa (1983)
- The Lonely Guy (1984)
- Páros csillag (1985)
- Brighton Beach Memoirs (1986)
- Plaza Suite (1987) (TV)
- Biloxi Blues (1988)
- Fogd a nőt és fuss (1991)
- A nagymami soha (1993)
- A Napsugár fiúk (1996) (TV)
- Jake női (1996) (TV)
- London Suite (1996) (TV)
- Furcsa pár II (1998)
- Nevetés a 23. emeleten (2001) (TV)
- Hölgyem, Isten áldja! (2004) (TV)

## Magyarul
- A napsugár fiúk; ford. Ungvári Tamás; Scolar, Budapest, 2012 (Ungvári Tamás színműfordításai)

## Fordítás
- Ez a szócikk részben vagy egészben  a   Neil Simon című angol Wikipédia-szócikk ezen változatának fordításán alapul.  Az eredeti cikk szerkesztőit annak laptörténete sorolja fel. Ez a jelzés csupán a megfogalmazás eredetét és a szerzői jogokat jelzi, nem szolgál a cikkben szereplő információk forrásmegjelöléseként.